# Захоплення літака Ан-24 (1970)
Захоплення літака Ан-24 відбулося 15 жовтня 1970 року. Двоє литовців, батько і син, Пранас і Альгірдас Бразінскаси, із застосуванням вогнепальної зброї захопили Ан-24 і змогли здійснити на ньому переліт до Туреччини. Під час захоплення літака було вбито одну людину і поранено ще чотирьох. Цей інцидент уважається першим успішним захопленням літака в історії цивільної авіації СРСР.

## Захоплення літака
У четвер 15 жовтня 1970 року пасажирський літак Ан-24Б з реєстраційним номером СРСР-46256 виконував політ рейсу № 244 за маршрутом «Батумі—Сухумі—Краснодар». На борту перебувало 46 пасажирів і 5 членів екіпажу. Серед пасажирів були сорокап'ятирічний Пранас Бразінскас та його п'ятнадцятирічний син Альгірдас Бразінскас, які придбали квитки на рейс, увійшли до літака та сіли на передні місця, поруч з дверима до кабіни пілотів. При собі вони мали пістолет, обріз рушниці та бойову гранату. За п'ять хвилин після злету, на висоті близько 800 метрів, вони викликали бортпровідницю і вручили їй конверт із запискою, вимагаючи передати конверт командиру екіпажу.
Записка була листом з надрукованим повідомленням:
```
НАКАЗ № 9
1. Наказую летіти за вказаним маршрутом.
2. Припинити радіозв'язок.
3. За невиконання наказу – Смерть. (Вільна Європа) П. К. З. Ц. Генерал (Крилов)
```

Бортпровідниця побігла до кабіни і крикнула: «Напад!» Злочинці забігли слідом за нею. Альгірдас крикнув: «Нікому не підводитися! Інакше підірвемо літак!» Бортпровідниця намагалася перегородити нападникам шлях до кабіни зі словами «Туди не можна!», після чого її було вбито двома пострілами впритул. Увірвавшись до кабіни Бразінскаси продовжили стріляти. Усього вони зробили 24 постріли, поранивши командира екіпажу, штурмана та бортмеханіка. Окрім того, було поранено одного з пасажирів. Після захоплення кабіни старший Бразінскас залишився в кабіні й вимагав летіти до Туреччини, а молодший перейшов у салон, щоб контролювати поведінку пасажирів.
Через деякий час викрадений Ан-24 здійснив посадку в аеропорту турецького міста Трабзон.
Наступного дня, 16 жовтня, сорок три пасажири Ан-24 і тіло бортпровідниці повернено в Радянський Союз. Єдиний поранений пасажир та поранені члени екіпажу залишалися у Трабзоні. Тяжкопораненим командиру і штурману в шпиталі Трабзона зробили операції. Пізніше вони теж були переправлені в СРСР, але залишилися інвалідами і були списані на землю.